# Mutazioni genomiche
Con "mutazioni genomiche" alcuni si riferiscono a ciò che è più comunemente detto come mutazione cromosomica numerica.
Le variazioni nel numero dei cromosomi (mutazione cromosomica numerica) possono riguardare uno o più cromosomi interi (aneuploidie) o interi assetti di cromosomi (monoploidia e poliploidie).
La trisomia 21, meglio nota come Sindrome di Down, è un esempio di aneuploidia non letale.
Per monoploidia si intende la presenza di un singolo assetto cromosomico.
Per poliploidia si intende la presenza di più di due assetti normali di cromosomi omologhi (triploidia per 3, tetraploidia per 4) ed è comune in alcuni organismi come alcune piante. Nell'uomo è letale durante lo sviluppo embrionale ma può essere presente occasionalmente in alcune cellule, come alcuni i neuroni.